# Уилкинс, Хьюберт
Сэр Джордж Хьюберт Уилкинс (англ. Sir George Hubert Wilkins; 31 октября 1888, Холлетт, Южная Австралия — 30 ноября 1958, Фреймингхем, Массачусетс) — австралийский полярный исследователь, путешественник, лётчик, фотограф, писатель.
Родился в многодетной семье австралийского фермера. В юношеские годы увлёкся фотографией и авиацией, которые со временем стали его призванием. В 1913—1916 годах впервые побывал в Арктике, став участником многолетней канадской арктической эпопеи Вильялмура Стефанссона. По её окончании с ноября 1917 года и до конца Первой мировой войны служил на австралийском участке Западного фронта, став единственным из австралийских военных фотокорреспондентов кавалером Военного креста с пряжкой. В 1928 году стал первым лётчиком (штурман), совершившим трансполярный перелёт (от мыса Барроу (Аляска, США) до Шпицбергена) на самолёте, за что был посвящён в рыцарский титул, и в том же году стал первым пилотом, совершившим полёт над Антарктидой, в которой ранее побывал участником экспедиций Джона Коупа и сэра Эрнеста Шеклтона. В 1930-х годах первым в истории возглавил экспедицию на Северный полюс на подводной лодке, принял участие в многочисленных антарктических экспедициях Линкольна Элсуорта, а также возглавлял поиски пропавшего без вести экипажа Сигизмунда Леваневского в американском секторе Арктики. Последние годы жизни работал на американское правительство. После смерти прах исследователя в соответствии с его завещанием был развеян над Северным полюсом с борта атомной американской субмарины «Скейт», осуществившей первое в истории всплытие на северном конце земной оси.

## Биография

### Ранний период
Хьюберт Уилкинс родился в местечке Маунт-Брайан-Ист, расположенном неподалёку от городка Холлетт, Южная Австралия, тринадцатым (младшим) ребёнком в семье фермера, занимавшегося овцеводством, Генри Уилкинса и его супруги Луизы (в девичестве Смит). Ещё мальчишкой, наблюдавшим как хозяйство отца страдало из-за непредсказуемых засух, он заинтересовался метеорологией и мечтал о создании механизмов долгосрочного прогнозирования погоды.

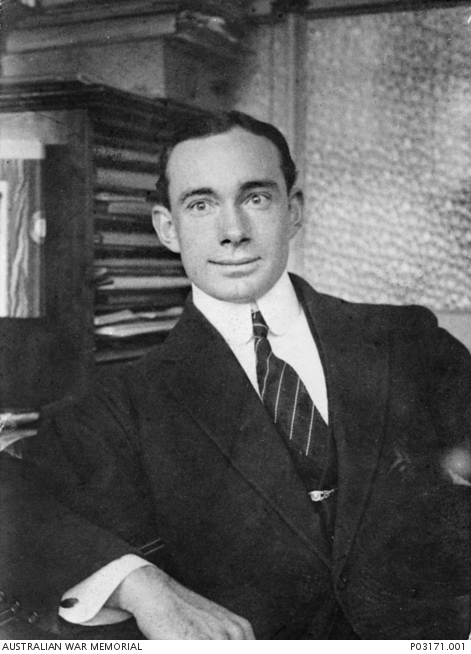
Уилкинс в молодости

Он получил инженерное образование в Аделаидской Горной школе (South Australian School of Mines and Industries, в настоящее время кампус Университета Южной Австралии), готовившей специалистов в области машиностроения, горнодобывающей промышленности, сельского хозяйства и других отраслей. Ещё во время учёбы заинтересовался фотографией и кинематографом, которым посвятил несколько из последующих лет жизни. Год он проработал оператором передвижного кинотеатра в Сиднее, а в 1908 году отправился в Англию, где начал работать оператором в кинокомпании Gaumont. Спустя некоторое время параллельно с основной работой он стал кинорепортёром лондонского отделения Daily Chronicle, по заданию которой побывал в разных странах, освещая зарубежные новости. В 1910 году под началом Клода Грэхем-Уайта научился летать на самолёте, а также стал одним из пионеров в искусстве аэрофотосъёмки. В 1912-м по заданию газеты он освещал события Первой Балканской войны, а отснятая им кинохроника непосредственно с передовой линии фронта между болгарами и турками стала первым видеосвидетельством военной истории.

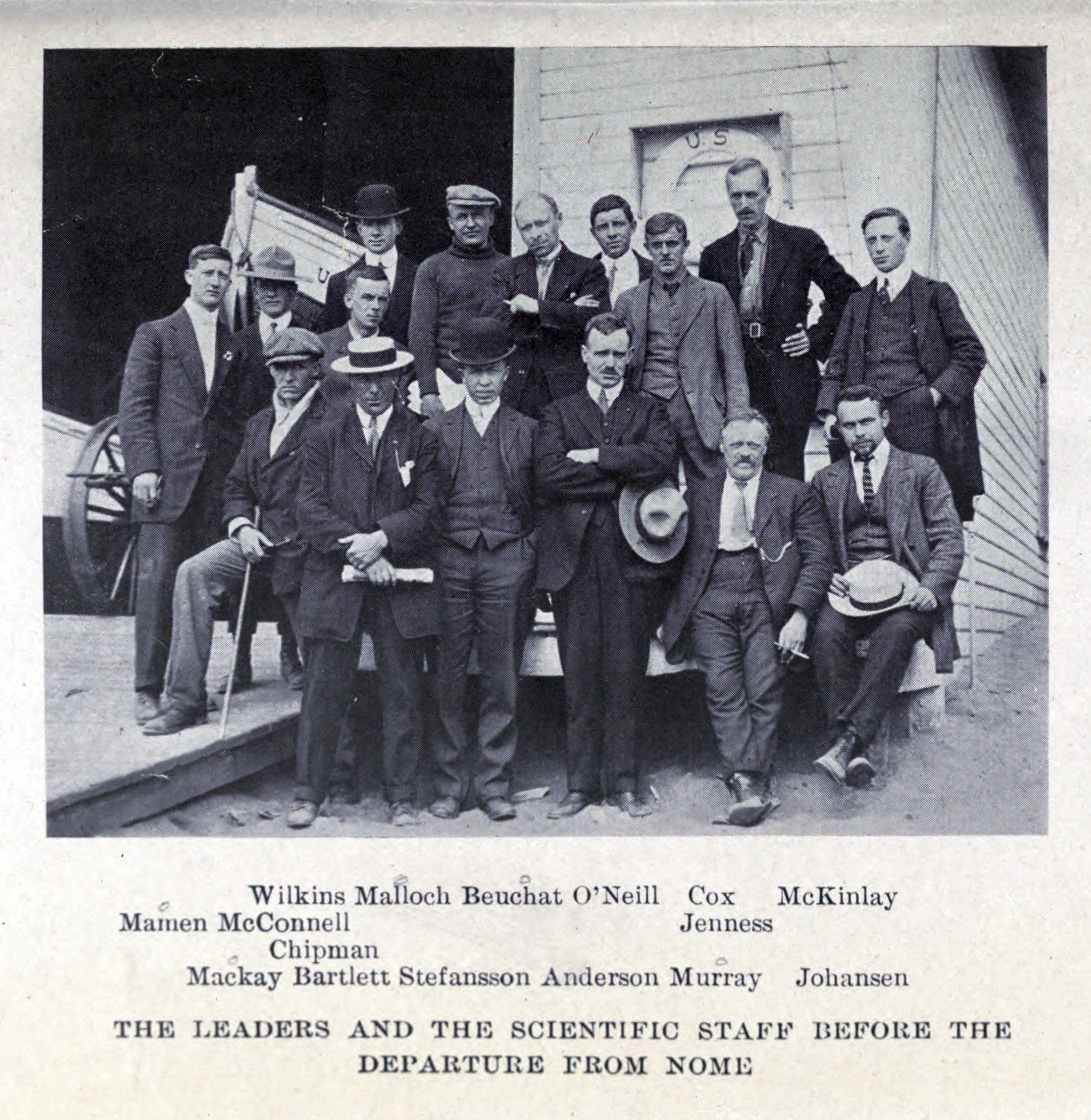
Участники экспедиции Стефанссона на «Карлуке» — Уилкинс крайний слева в верхнем ряду

В 1913 году Уилкинс был приглашён Вильялмуром Стефанссоном в качестве фотографа-кинооператора в состав участников Канадской арктической экспедиции, в ходе которой планировалось осуществить масштабные географические изыскания в море Бофорта, а также выполнить комплексную научную программу. Он вошёл в состав северной партии, следовавшей к месту начала работы на судне «Карлук». 20 сентября 1913 года, после того как судно вмёрзло в лёд вблизи северного берега Аляски, Уилкинс в числе шестерых человек (включая руководителя) отправился на охоту. Внезапно разыгравшийся после их ухода шторм отправил «Карлук» в дрейф к берегам Сибири. Оставшийся без судна и экспедиционных грузов Стефанссон, тем не менее, решил не сворачивать ранее намеченную исследовательскую программу, а Хьюберт на протяжении последующих трёх лет стал его заместителем. Он участвовал во многих вспомогательных походах начальника и одновременно постигал все премудрости выживания в Арктике. По словам Стефанссона, «об Уилкинсе у меня уже вполне сложилось мнение как о человеке, успешно усваивающем все навыки, необходимые в Арктике». На протяжении почти трёх лет пребывания в Арктике он суммарно преодолел более 2500 миль на собачьих упряжках и китобойных судах. В новой роли его обязанности фотографа оказались невостребованными (почти всё кинематографическое оборудование осталось на «Карлуке»), поэтому свой интерес к Арктике он компенсировал сбором научных данных в области метеорологии и океанографии. Весной 1916 года, по взаимной договорённости со Стефанссоном, Уилкинс оставил северную партию экспедиции, и после благополучного достижения базы южной партии, возглавляемой Рудольфом Андерсеном в заливе Коронейшен, вместе с ней вернулся на большую землю. «… согласно нашему договору, — писал Стефанссон, — <> он мог бы покинуть экспедицию ещё летом 1914 г., но остался, потому что в случае его отъезда никто не отправился бы на помощь к нашей группе на Землю Бэнкса. Этой своей деятельностью Уилкинс оказал чрезвычайно ценное содействие географическим работам нашей экспедиции». Ещё во время продолжительных санных походов по Арктике Уилкинс пришёл к выводу, что со временем авиация вытеснит собачьи упряжки в работе полярных исследователей.

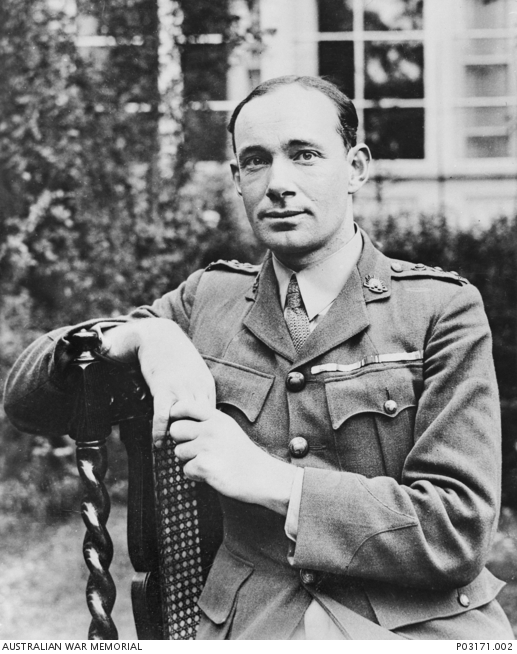
Капитан Хьюберт Уилкинс, фото, предположительно, сделано в 1922 году

По возвращении в Австралию, 1 мая 1917 года Хьюберт Уилкинс в звании второго лейтенанта был зачислен в Австралийские имперские силы (AIF) (в составе Австралийского лётного корпуса [AFC]) и отправлен в Европу на поля сражений Первой мировой войны, однако не был допущен к боевым вылетам из-за проблем со зрением (дальтонизма). В августе он был переведён в 1-й Австралийский и новозеландский армейский корпус (АНЗАК) на австралийский участок Западного фронта, где в качестве военного фотокорреспондента вместе со своим коллегой, начальником, а также ветераном полярных исследований капитаном Фрэнком Хёрли снимал сражения первой мировой, в частности, битву при Пашендейле. Из-за конфликта Хёрли с военным корреспондентом и официальным представителем AIF Чарльзом Бином Фрэнк подал в отставку, а Уилкинс занял его место, был повышен в звании до капитана, и в середине 1918 года возглавил 3-й (фотографический) подотдел отдела австралийских военных записей. 3 июня 1918 года за «вынос с поля боя раненых» под огнём противника он первым и единственным из австралийских военных корреспондентов был награждён Военным крестом. 29 сентября в сражении на линии Гинденбурга, Хьюберт взял на себя командование группой разрозненных малоопытных американских солдат, потерявших командира, и организовал отражение контратаки противника. За эти действия 3 июня 1919 года он был награждён пряжкой к ранее полученному Кресту. Он также несколько раз упоминался в донесениях. За время пребывания на фронте был несколько раз ранен. По свидетельству Чарльза Бина «капитан Уилкинс был в боях чаще, нежели любой из офицеров корпуса». Конец войны он встретил в Галлиполи. Демобилизовался 7 сентября 1920 года. Помимо Военного креста с пряжкой, за участие в Первой мировой войне Уилкинс был награждён Британской военной медалью и медалью Победы.

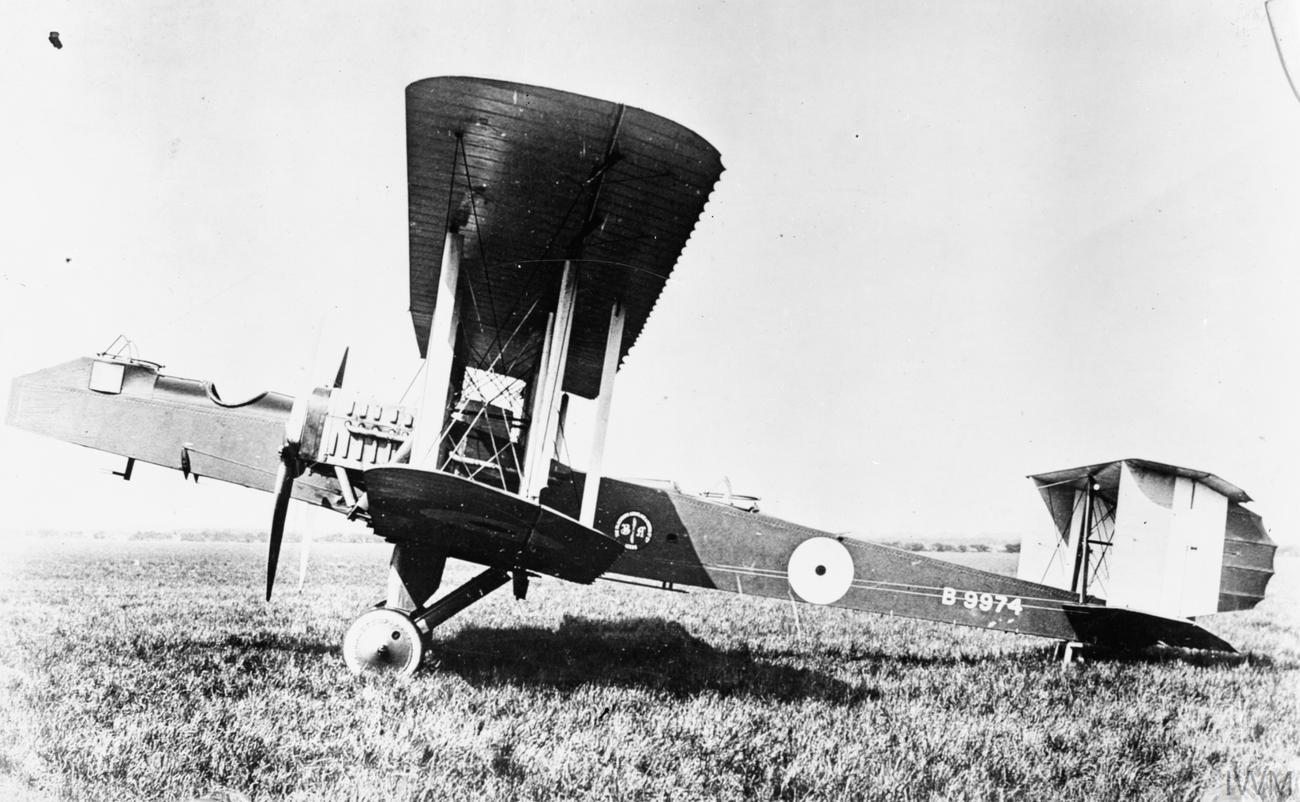
Blackburn Kangaroo

По возвращении из Галлиполи в Англию Уилкинс узнал, что правительство Австралии ассигновало премию в 10 000£ (50 000$) первому австралийцу (или полностью австралийскому экипажу), совершившему 11 000-мильный перелёт между Англией и Австралией (England-to-Australia Air Race) в течение месяца. Вместе с тремя пилотами AFC — лейтенантами В. Ренделом (V. Rendle), Д. Уильямсом (D.R. Williams) и Г. Поттсом (G.N. Potts) — 21 ноября 1919 года он в качестве штурмана вылетел из Хаунслоу в Дарвин на британском двухмоторном торпедоносце Blackburn Kangaroo. Из-за проблем с двигателем самолёта экипажу пришлось совершить посадку во Франции для ремонта. Однако устранение неполадок кардинальных проблем с воздушным судном не решило, и 8 декабря, на следующем этапе перелёта, австралийцы были вынуждены совершить аварийную посадку на Крите и выбыть из гонки. Посадка обошлась без жертв, а Уилкинс, несмотря на выплаченную страховую премию за самолёт, остался без 2000£ личных сбережений.
В 1920 году Хьюберт Уилкинс завербовался в состав участников Антарктической экспедиции Джона Коупа (англ. John Lachlan Cope’s Expedition to Graham Land, 1920-22). Изначально планировавшееся как широкомасштабное мероприятие, включающее в программу первый полёт над Южным полюсом, из-за недостатка финансирования начинание «сдулось» до исследования и картографирования побережья моря Уэдделла в составе группы из пятерых человек, включая руководителя, не имеющей даже собственного судна и полностью полагавшейся на добрую волю китобоев. Понимая всю бесперспективность мероприятия, Уилкинс уже в самом его начале, сразу после достижения Антарктического полуострова покинул экспедицию и присоединился к Эрнесту Шеклтону, планировавшему географические и научные изыскания, в том числе с использованием авиации, в море Бофорта.
В третьей экспедиции Шеклтона Хьюберт получил должность руководителя научного штата и, по совместительству, второго пилота. Однако по ряду причин, в первую очередь финансового характера, руководителю пришлось резко изменить первоначально задуманную научную программу и отправиться в Антарктику. Внезапная смерть Шеклтона внесла ещё больший хаос в цели, планы и организацию британской антарктической миссии, из-за чего спустя год она закончилась практически безрезультатно. Как исследователю, во время вынужденной стоянки на острове Южная Георгия Уилкинсу удалось собрать лишь сравнительно неплохой орнитологический материал, который, вопреки ожиданиям, получил высокую оценку со стороны Британского музея. Планировавшийся для исследований самолёт, как и многое другое, в том числе, научное оборудование, из-за организационно-финансовой неразберихи так и остался в Кейптауне.
По возвращении из экспедиции на «Квесте» Хьюберт провёл несколько месяцев в Советской России, однако точных сведений о цели его миссии и её детальных подробностях нет. По возвращении из России Уилкинс представил правительству США доклад, из доступной части которого следует, что как минимум одной из его задач было «оценить условия и эффективность благотворительной деятельности, осуществляемой американскими общественными и религиозными организациями в поражённых голодом районах России». В ходе поездки он также встретился с В. И. Лениным. Его встреча была одной из последних, совершённых «вождём мирового пролетариата» с представителями западных стран.
1923—1925 годы Уилкинс провёл на севере Австралии, где с подачи и по заданию Британского музея возглавил собственную естественнонаучную экспедицию (англ. Wilkins Australia and Islands Expedition). За два года работы он собрал для музея более 5000 уникальных гербариев, экспонатов млекопитающих, птиц, насекомых, рыб, окаменелостей и артефактов. В то же время он стал в очередной раз свидетелем разрушительных природных катаклизмов, и в очередной раз убедился в необходимости создания всемирной паутины метеостанций как способа предсказания погоды в самых различных уголках мира, как важный инструмент для ведения сельского хозяйства, организации промышленности и в других сферах человеческой деятельности. Уилкинс предложил долгосрочный план развития этой сети, но он не нашёл поддержки и на двадцать последующих лет был забыт. По итогам экспедиции Хьюберт написал свою первую книгу «Undiscovered Australia» (рус. Неизведанная Австралия), которая была опубликована в 1928 году в Европе и США многими издательствами.

### Арктические экспедиции 1926—1928
В 1926 году Хьюберт Уилкинс начал реализацию своей собственной программы по исследованию арктического полярного бассейна с использованием авиации (англ. Detroit Arctic Expeditions 1925-28).

#### Полёты 1926 года

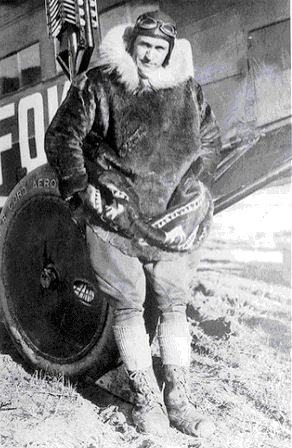
Карл Эйлсон

Сектор моря Бофорта к северу от Аляски оставался последней неисследованной на то время территорией Северного полушария. Там искал Землю Кинана Эйнар Миккельсен и Эрнест Леффингуэлл в 1907 году, его собирался исследовать Стефанссон в 1913-м и Шеклтон в 1921-м. Для его исследования Уилкинс намеревался совершить серию разведывательных полётов, используя в качестве базы мыс Барроу. В качестве воздушного судна первоначально он планировал использовать дирижабль, но от этой затеи пришлось отказаться.
Заручившись финансовой поддержкой североамериканской газеты Alliance, Американского географического общества и ряда состоятельных бизнесменов из Детройта, Уилкинс купил два моноплана Фоккер — трёхмоторный с вихревыми двигателями Райта (Wright Whirlwind) («Детройт»), и одномоторный с 400-сильным двигателем водяного охлаждения Либерти («Аляску»).

Уже во время первых испытательных полётов в заполярье обе машины временно выбыли из строя. «Аляска», пилотируемая Карлом Эйлсоном и Уилкинсом, во время посадки получила значительные повреждения, «Детройт», пилотировавшийся Томасом Ланфьером (с Уилкинсом на борту), заглох на взлёте и рухнул с большой высоты вниз. Во время первой попытки взлёта винтом «Детройта» был убит журналист, снимавший действо на камеру. Новости о неприятностях, сопровождавших начинание, немедленно попадали в газеты. Уилкинс оказался под серьёзным давлением, особенно на фоне новостей о включившихся в гонку за полюс по воздуху Ричарда Бэрда и Руаля Амундсена, в сравнении с которыми Хьюберт выглядел аутсайдером. Между тем, для него Северный полюс не был самоцелью. Он гораздо сильнее был заинтересован в поиске новой земли. Ошибки пилотирования своих авиаторов он объяснял сложностями с оценкой реальной высоты самолёта при заходе на посадку на узкую белоснежную взлётно-посадочную полосу, границы которой очерчены лишь сугробами. 

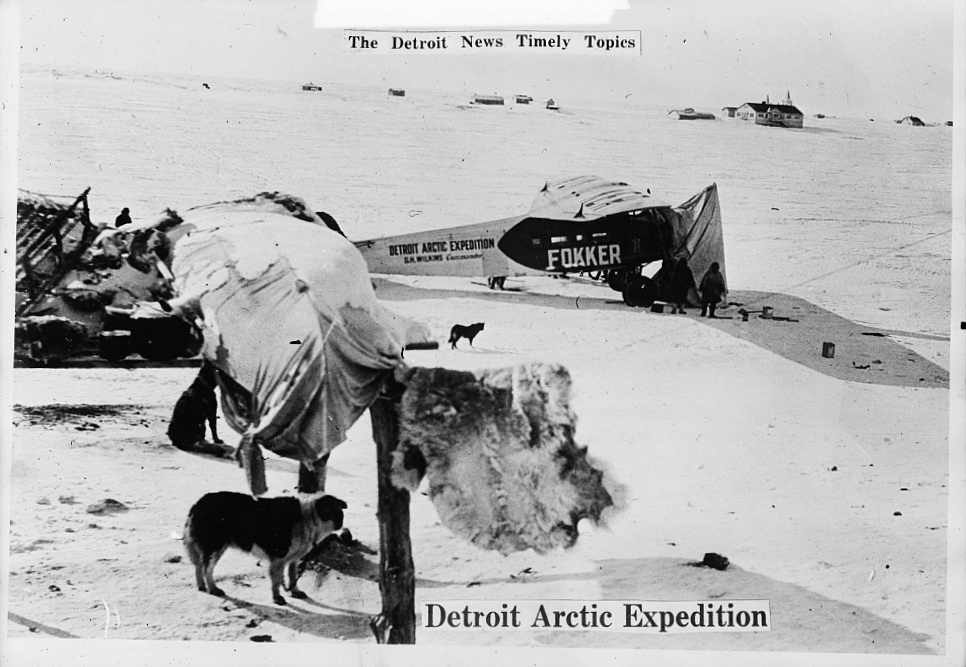
Повреждённый Фоккер на мысе Барроу, 1926

31 марта 1926 года Уилкинс и Эйлсон совершили первый успешный полёт на «Аляске», в ходе которого пролетели вдоль хребта Брукса (высота которого по картам была 1800 метров, но поднявшись на высоту 2740 метров горы по-прежнему возвышались над ними), а также на 150 миль углубились внутрь неисследованной территории Северного Ледовитого океана. Посадка на мысе Барроу, несмотря на начавшуюся метель, прошла благополучно.
Ещё несколько технических перелётов было совершено между мысом Барроу и Фэрбанксом. Во время первого Уилкинс сломал в двух местах руку. Во время обратного полёта он сломал её ещё раз. Последующие полёты также не были идеальными. Всего за 1926 год было преодолено по воздуху более 6000 миль, из них значительная часть над ранее неисследованными территориями.

#### Первое приземление в Северном Ледовитом океане (1927)
Задел, сделанный Уилкинсом в 1926 году, обеспечил его всем необходимым для последующих экспериментов по части использования авиации в полярных регионах. Несмотря на то, что лавры воздушных полярных пионеров уже достались Бэрду, Амундсену и Нобиле, Уилкинс вернулся в Фэрбанкс в феврале 1927 года с «Детройтом» и двумя бипланами Stinson Detroiter на лыжном шасси.
Полёт Нобиле-Амундсена 1926 года на дирижабле «Норвегия» через Северный полюс показал, что на меридиане между мысом Барроу и Северным полюсом сколь-нибудь значимой суши не существует. Несмотря на давление со стороны спонсоров, настаивавших на Северном полюсе в качестве главной цели, сам Уилкинс планировал сосредоточиться на исследовании районов, лежащих к северо-западу и северо-востоку от мыса Барроу (или восточнее и западнее относительно маршрута «Норвегии»).

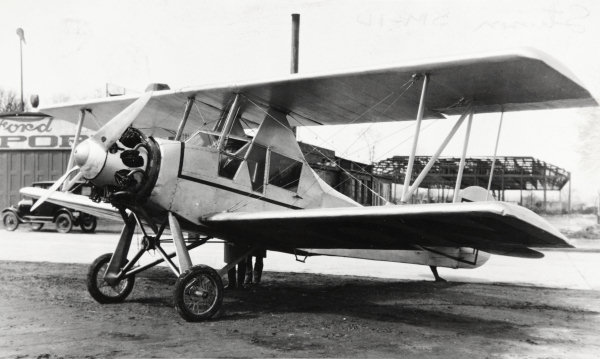
Биплан Stinson SB-1 Detroiter

Дождавшись наступления благоприятной погоды, 29 марта Уилкинс и Эйлсон вылетели на северо-запад с целью достичь 80° с. ш. на 180° меридиане. Спустя пять часов полёта над паковыми льдами в 450 милях от базы из-за перебоев в работе двигателя на 77° 45’ с. ш. и 175° з. д. они были вынуждены совершить посадку на паковый лёд, которая стала первой успешной в истории полярной авиации. Уилкинс изначально рассматривал возможность посадки на лёд, и поэтому, пока Эйлсон занимался мотором, он провёл звукозондирование, которое показало глубину 4800 метров, что свидетельствовало об отсутствии близлежащей суши. Спустя два часа работы двигатель удалось починить, однако спустя десять минут после взлёта им снова пришлось приземлиться. В течение часа при пронизывающем ветре и сильном снегопаде они починили мотор, однако спустя ещё несколько часов после вылета, за 75 миль от земли мотор окончательно «умер», и, спланировав с высоты 1500 метров, авиаторы совершили аварийную посадку. Самолёт получил неустранимые повреждения, но сами пилоты не пострадали.
Им нечего не оставалось, кроме как попытаться добраться до мыса Барроу пешком. В полной мере благодаря навыкам выживания в Арктике, полученным Уилкинсом в экспедиции Стефанссона, за последующие восемнадцать дней (из которых первых пять они пережидали бурю) они сумели благополучно (пусть и не беспроблемно — Эйлсон отморозил пальцы на ногах) добраться до большой земли.
После возвращения в Барроу Эйлсон был отправлен на юг для лечения, а Уилкинс совершил собственную (но безуспешную) попытку долететь до Северной Гренландии. На этом он завершил исследовательский сезон 1927 года и в начале июня вернулся Фэрбанкс.

#### Первый трансарктический полёт (1928)

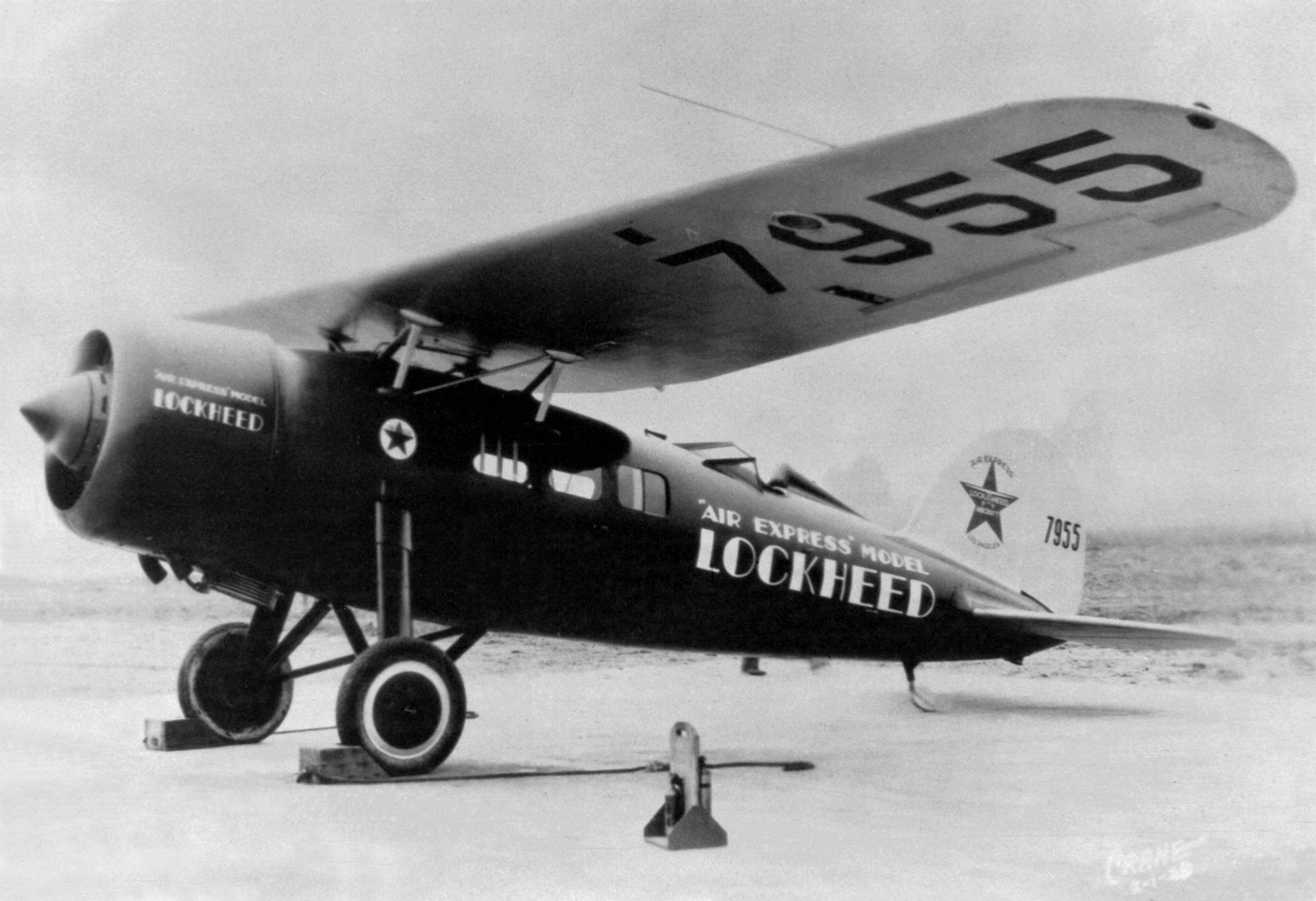
Lockheed Vega

Фактически доказав, что к северо-западу от Аляски наличие земли крайне маловероятно, целью 1928 года для Уилкинса стал северо-восток. Довольно незначительные результаты двух предыдущих лет оставили его без спонсорской поддержки, поэтому для реализации своих дальнейших планов он продал три остававшихся у него самолёта и приобрёл одномоторный Lockheed Vega на лыжном шасси. 15 апреля Уилкинс и Эйлсон взлетели с мыса Барроу, взяв курс к северу от острова Элсмир (на 84° с. ш., 75° з. д.) через ранее неисследованную область Северного Ледовитого океана, в район, где Роберт Пири якобы наблюдал Землю Крокера (Crocker Land), а Фредерик Кук сообщал о Земле Брэдли. На протяжении всего полёта стояла ясная погода, однако какой-либо земли или даже её признаков обнаружено не было. Достигнув расчётной точки, Уилкинс взял курс на юг, пока не увидел северную оконечность острова Элсмир (спустя 13 часов после вылета). Здесь Хьюберту нужно было принять непростое решение — продолжить полёт до Шпицбергена, на который по прогнозу надвигался шторм — их расчётное время подлёта совпадало с его началом, или же сесть на мысе Колумбия и переждать непогоду там. Уилкинс решил продолжить и ровно через семь часов полёта они увидели архипелаг.

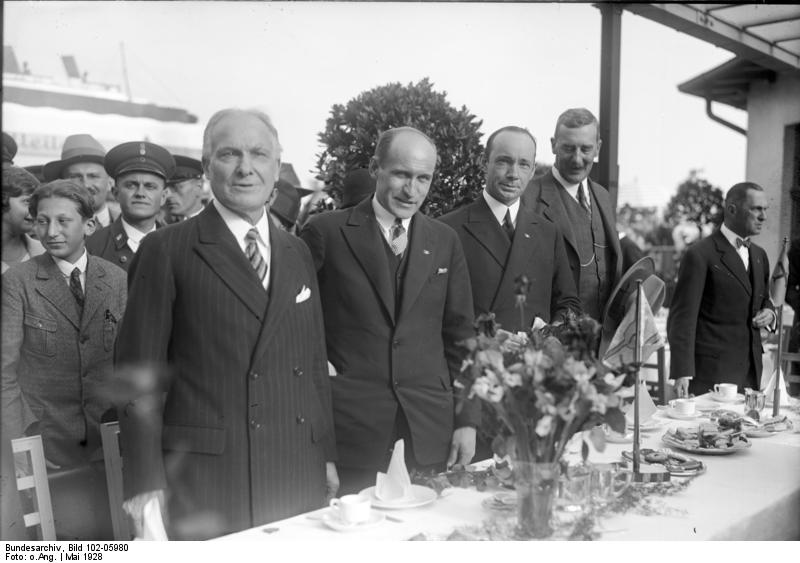
Май 1928 года. Торжественный приём на аэродроме Берлина. Посол США в Германии Якоб Шурман, Карл Эйлсон, Хьюберт Уилкинс, посол Великобритании в Германии сэр Рональд Линдсей.

Шторм обрушился на него как и предсказывал прогноз погоды, вынудив Эйлсона приземлиться на Dead Man’s Island — крайней северо-западной точке Шпицбергена, где они в течение последующих пяти дней ожидали улучшения погоды. Взлететь оказалось непросто. Дважды Уилкинс оставался на земле, поскольку, толкая самолёт, не успевал в него запрыгнуть. Поднявшись, наконец, в воздух, спустя непродолжительное время пилоты приземлились в Грин-Харбор, откуда весть об их прибытии разлетелась по всему миру. В общей сложности пилоты пролетели 2500 миль, из которых первые 1300 по абсолютно неизведанным местам планеты. Во время полёта Уилкинс продемонстрировал выдающиеся навыки в качестве штурмана — вблизи магнитного полюса компас бесполезен, текущие координаты Хьюберт определял исключительно с использованием пузырькового секстанта и солнца, которое в течение всего полёта оставалось над горизонтом.
На авиаторов сразу же обрушилась слава. Газетчики назвали перелёт «самым выдающимся в истории воздухоплавания», а Руаль Амундсен сказал, что «этот полёт невозможно сравнить ни с каким другим когда-либо совершённым». Пилотов с триумфом принимали в разных странах. 4 июня 1928 года Уилкинс получил звание «рыцарь-бакалавр» с правом на приставку «сэр» к имени, в которое его возвёл лично король. В том же году Уилкинс стал кавалером ордена Святых Маврикия и Лазаря, а в 1932 году возведён королём Италии Виктором Эммануилом в звание командора. Королевское географическое общество наградило его Золотой медалью покровителей, Американское географическое общество — первой медалью Сэмюэла Морзе, Берлинское — медалью Карла Риттера.
На одном из таких торжественных приёмов (в Нью-Йорке) Уилкинс познакомился со своей будущей супругой — австралийкой Сюзанной Беннетт, 25-летней бродвейской актрисой.

### Первые полёты в Антарктике

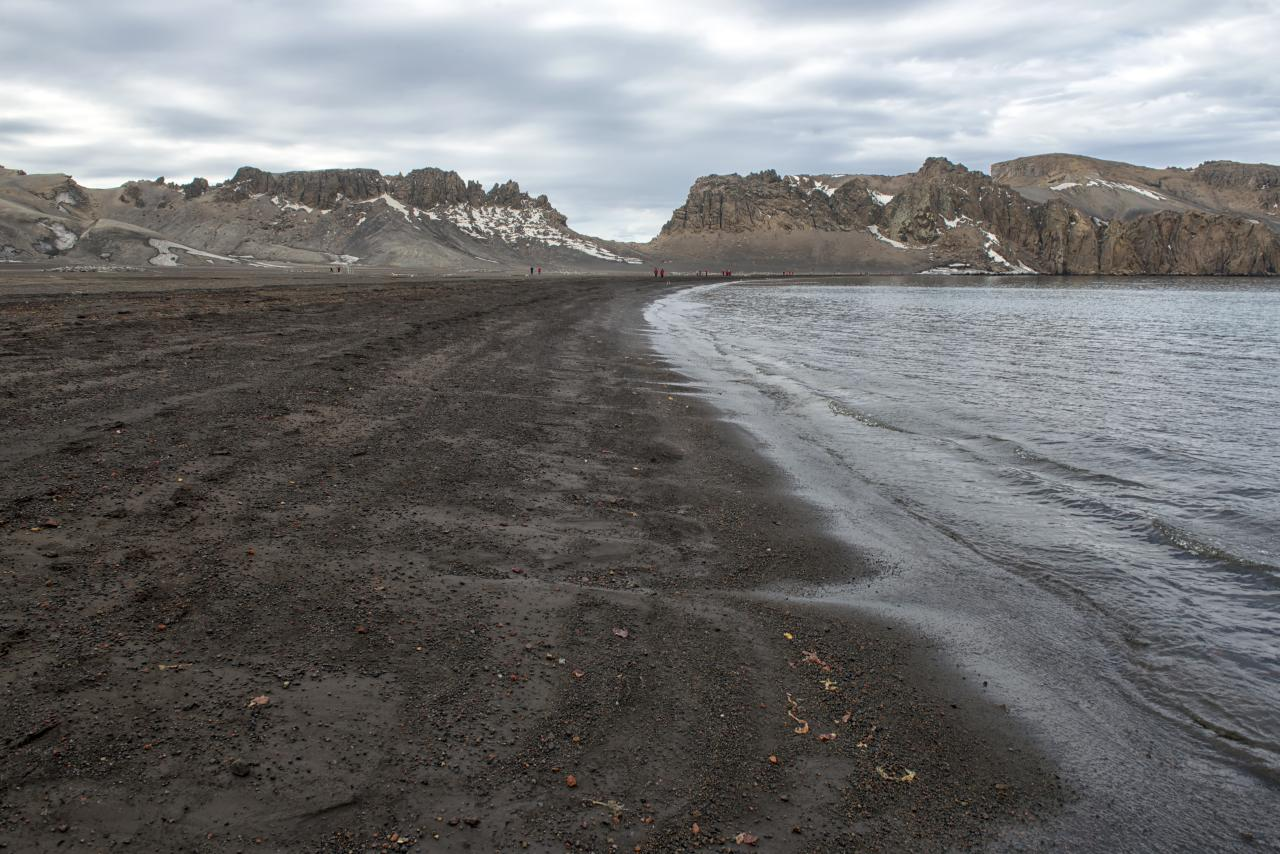
Остров Десепшен

Следующей целью Уилкинса стала Антарктика — он давно, ещё со времён участия в экспедициях Коупа и Шеклтона, вынашивал идею исследования шестого континента с воздуха, а полёты в Арктике считал лишь подготовкой к этому заведомо более сложному мероприятию. Во второй половине 1928 года он возглавил собственную экспедицию на юг, получившую название Уилкинса-Херста (англ. Wilkins-Hearst Antarctic Expedition, 1928-29). Её финансировали Американское географическое общество, американский медиамагнат Уильям Рэндольф Херст, которому за $25,000 были проданы исключительные права на освещение её хода, Vacuum Oil Company of Australia, вложившая $10,000, а также норвежская N. Bugge Hektor Whaling Co., взявшая на себя транспортные издержки. 22 сентября экспедиция стартовала из Нью-Йорка. Уилкинс взял с собой «старый» Lockheed Vega, переименованный в «Лос-Анджелес» (пилот Карл Эйлсон), а также приобрёл ещё одну Вегу («Сан-Франциско», пилот Джо Кроссон, он же инженер и радист). Оба самолёта были доукомплектованы поплавковыми шасси для возможности взлёта/посадки на воду, а также коротковолновыми радиостанциями. Задачей максимум, которую ставил перед собой Уилкинс, являлся перелёт от Антарктического полуострова до моря Росса.

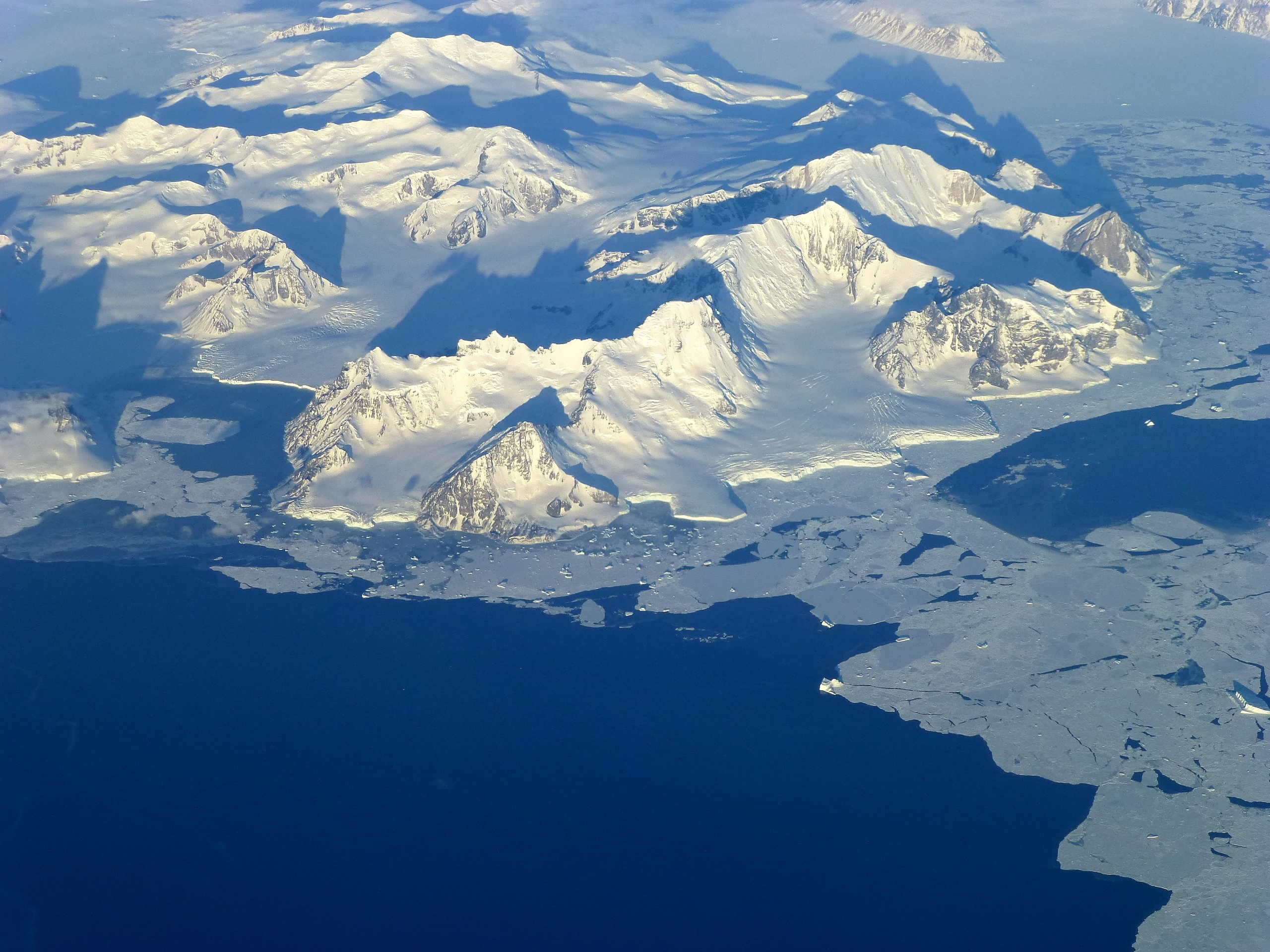
Северное побережье Антарктического полуострова с высоты

6 ноября на борту норвежского китобойца «Hektoria» экспедиция прибыла на остров Десепшн в южной части Шетландских островов. Для успешного осуществления планов Уилкинсу была нужна хорошая взлётно-посадочная полоса — на снегу или твёрдом морском льду, но чтобы иметь возможность взлетать с полной нагрузкой. На острове её сделать оказалось невозможно. Лёд в Порте-Фостер из-за слишком тёплой погоды был слишком тонок, от использования поплавкового шасси пришлось отказаться — как только корабль расчищал участок открытой воды, его тотчас заполняли сотни альбатросов. В итоге максимум удалось расчистить 800 метровый участок полосы на берегу. Первый вылет состоялся 16 ноября на «Лос-Анджелесе» (Эйлсон/Уилкинс) с целью поисков более подходящего места южнее. Однако спустя 20 минут полёта из-за погодных условий его пришлось прервать. Тем не менее, он вошёл в историю, как первый, совершённый в Антарктике. Спустя десять дней оба самолёта вновь вылетели на юг, но более подходящей базы им найти не удалось. Выровняв и удлинив взлётно-посадочную полосу, насколько это возможно, спустя почти месяц работы авиаторы были готовы к более продолжительным полётам. 20 декабря, залив в баки топлива по максимуму и взяв с собой аварийный двухнедельный запас, в 8.20 утра Уилкинс с Эйлсоном вылетели на «Сан-Франциско» в направлении Антарктического полуострова (Кроссон остался на базе на случай непредвиденных обстоятельств). Пролетев через пролив Брансфилда и через северную оконечность полуострова, они полетели вдоль его восточного, практически неисследованного побережья. «Я испытывал невероятное ощущение силы и свободы… впервые в истории новая земля была открыта с воздуха». В течение полёта велась съёмка двумя кинокамерами, отдельные кадры Уилкинс снимал на ручную фотокамеру Kodak 3A. Спустя пять часов, когда топливные баки опустели до половины, самолёт развернулся на 71° 20 ' ю. ш., 64° 15’ з. д. и взял курс домой. Неисследованный — вновь открытый участок восточного побережья Антарктического полуострова Уилкинс назвал в честь спонсора экспедиции Землёй Херста. Спустя 11 часов после вылета «Сан-Франциско» благополучно приземлился на острове Десепшен, преодолев, в общей сложности, 1300 миль, из которых 1000 над ранее не исследованной территорией. Гриф Тейлор — австралийский геолог, участник экспедиции Скотта, сказал, что «… 20 декабря 1928 года стал самым удивительным днём, за 10 часов сэр Хьюберт Уилкинс решил больше проблем и нанёс на карту больше новой береговой линии, чем любая другая экспедиция, работавшая в западной Антарктике». 10 января Уилкинс совершил ещё один непродолжительный полёт, после чего полётная программа была свёрнута, самолёты законсервированы, а участники экспедиции на британском HMS Flerus вернулись в Монтевидео.
В очередной раз продемонстрировав потенциал аэроразведки, Уилкинс, тем не менее, на этот раз сделал ряд ошибочных выводов, приняв стекающие в море Уэдделла ледники за проливы, самый крупный из которых у основания полуострова был назван им проливом Стефанссона, на основе чего сделал вывод, что полуостров является архипелагом. Британская экспедиция 1934-37 годов под руководством Джона Раймилла (англ. British Graham Land expedition 1934-37) годов доказала несостоятельность этих утверждений.
Уилкинс вернулся в Антарктику чтобы продолжить начатое в ноябре 1929 года. На этот раз его сопровождали пилоты Ол Чизмен и Паркер Крамер. Министерство по делам колоний выделило ему $10,000 и исследовательское судно «Уильям Скорсби», а Британское правительство уполномочило сэра Хьюберта на заявление прав на вновь открытые земли от лица Британской короны. В арсенале экспедиционеров на этот раз были моторная лодка, гусеничный трактор и даже автомобиль Baby Austin в специальном исполнении. На «Скорсби» они прошли вдоль западного берега Антарктического полуострова до 67° ю. ш. в поисках более подходящего места для строительства взлётно-посадочной полосы, но ничего подходящего не присмотрели. В итоге, все полёты совершались с острова Десепшен, но в сезоне 1929-30 не принесли сколь-нибудь значимых результатов в части географических открытий. Наиболее удачным стал вылет 27 декабря, когда удалось достичь острова Шарко и сбросить на него флаг и контейнер с документом, объявляющим землю владением Великобритании. Последний вылет в рамках экспедиции был совершён 1 февраля 1930 года. Удалось достичь 73° ю. ш. в непосредственной близости от острова Петра I.

### Плавание «Наутилуса»

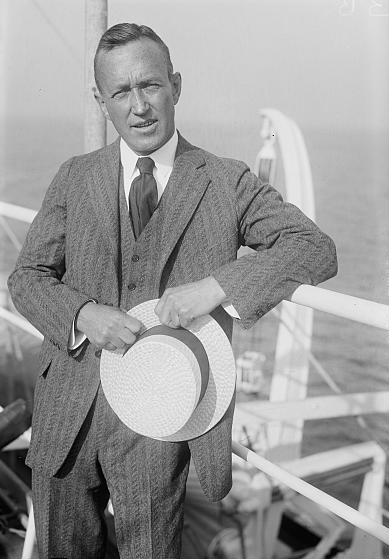
Линкольн Элсуорт — главный спонсор экспедиции

Идею использования субмарин как перспективного средства на ниве полярных исследований озвучивал ещё Вильялмур Стефанссон. Как опытный полярный лётчик Хьюберт Уилкинс прекрасно знал, что ледяная шапка над Северным полюсом планеты не является однородной смёрзшейся массой, даже в самые суровые холода льды находятся в движении и постоянно существуют участки открытой воды, которые подводная лодка смогла бы использовать в плавании по Северному ледовитому океану. План Уилкинса в путешествии к Северному полюсу подо льдом не был самоцелью — его главной задачей было доказать саму потенциальную возможность плавания в подводных арктических водах, которое способно сократить протяжённость судоходных маршрутов между Северной Америкой и Европой. Помимо этого он рассматривал субмарины как средство снабжения метеостанций, рано или поздно заработающих на дрейфующих льдах.
Впервые свои планы сэр Хьюберт озвучил летом 1929 года на борту дирижабля «Граф Цеппелин», в первый кругосветный полёт на котором был приглашён Уильямом Херстом в качестве пассажира, а по совместительству фотографа и писателя. «Почему бы и нет» — прокомментировал это заявление командир судна Хуго Эккенер.
Ключевым фактором для начала реализации проекта стало знакомство Уилкинса с американским миллионером Линкольном Элсуортом, которое привело также к их дальнейшему многолетнему сотрудничеству. В 1930 году сэр Хьюберт женился на Сюзанне Беннетт. Свой медовый месяц чета провела в Швейцарии, где на несколько дней остановилась в замке Элсуорта, одержимого, как и сам Уилкинс, полярными исследованиями. Миллионер выразил готовность оказать финансовое содействие в организации экспедиции на подводной лодке и стать её основным спонсором. С целью привлечь внимание к проекту более широкой общественности, а также потенциальных спонсоров, Уилкинс совершил большое лекционное турне, а все основные аспекты идеи плавания изложил в своей книге «Under the North Pole» (рус. Под Северным полюсом). Она вызвала некоторый интерес в научных кругах, но широкая общественность отнеслась к затее скептически.

«Наутилус» (USS O-12)

Уилкинс договорился о взятии в аренду за чисто символическую плату в 1$ списанной американской подлодки времён первой мировой войны класса «О» (USS 0-12), которая получила имя «Наутилус». Она имела максимальную глубину погружения 60 метров, скорость в подводном положении три узла и запас подводного хода 125 миль. В доведении лодки до состояния, приемлемого для подлёдного плавания, приняли участие её главный конструктор Саймон Лейк, а также коммандер Слоан Даненхауэр (англ. Sloan Danenhower). Судно было дооборудовано выдвижным бушпритом с гидравлическим амортизатором для смягчения возможных ударов о подводные торосы, надстройка была обшита деревом, чтобы обеспечить возможность скольжения по льду в подводном положении, были смонтированы ледобуры, теоретически обеспечивавшие приток свежего воздуха в подводную лодку в случае патовой ситуации, а также выход экипажа на поверхность, был проведён ряд других доработок, включая монтаж научно-измерительных приборов.
4 июня, после ряда испытаний на реке Гудзон, «Наутилус» был признан готовым к отплытию. Во время перехода через Северную Атлантику оба двигателя вышли из строя, на ремонт которых в Девонпорте ушёл целый месяц. Только 1 августа — фактически к началу окончания полярной навигации, субмарина пришла в норвежский Берген, где на её борт поднялся доктор Харальд Свердруп, — прославленный полярник, а на этот раз начальник научного штата. Из Бергена «Наутилус», следуя вдоль северного побережья Норвегии, благополучно добрался до Шпицбергена, где начались предпоходные испытания лодки. 22 августа Даненхауэр отдал приказ о проведении первого подлёдного погружения, которое завершилось полным фиаско. Как выяснил спущенный за борт водолаз, у лодки отсутствовали рули глубины. Они не могли быть просто утеряны. Ситуацию с рулями, равно как и с выходом из строя двигателей ранее, Уилкинс объяснил саботажем со стороны кого-то из членов экипажа.
Несмотря на уже заведомую обречённость мероприятия, Уилкинс решил не прерывать как минимум научную программу. В надводном положении, несмотря на конец навигации, субмарине удалось достичь крайней северной точки 81° 59' с. ш. на 17° 30' в. д., после чего судно вернулось в Берген, где по согласованию с Правительством США в ноябре было затоплено. В научном плане экспедиции удалось впервые провести подлёдную фото- и киносъёмку, получить первые образцы грунта морского дна в этом районе океана, очертить контуры подводного хребта к северу от Шпицбергена.
С точки зрения СМИ экспедиция потерпела полнейшее фиаско, «никто не встречал <её> цветами и овациями», но, тем не менее, первый шаг в использовании подводного флота в Арктике был сделан. Экспедиция стала последней, в которой Хьюберт Уилкинс был руководителем.
В том же 1931 году Королевским Шотландским географическим обществом сэр Хьюберт Уилкинс был награждён медалью Ливингстона.

### Продолжение жизненного пути

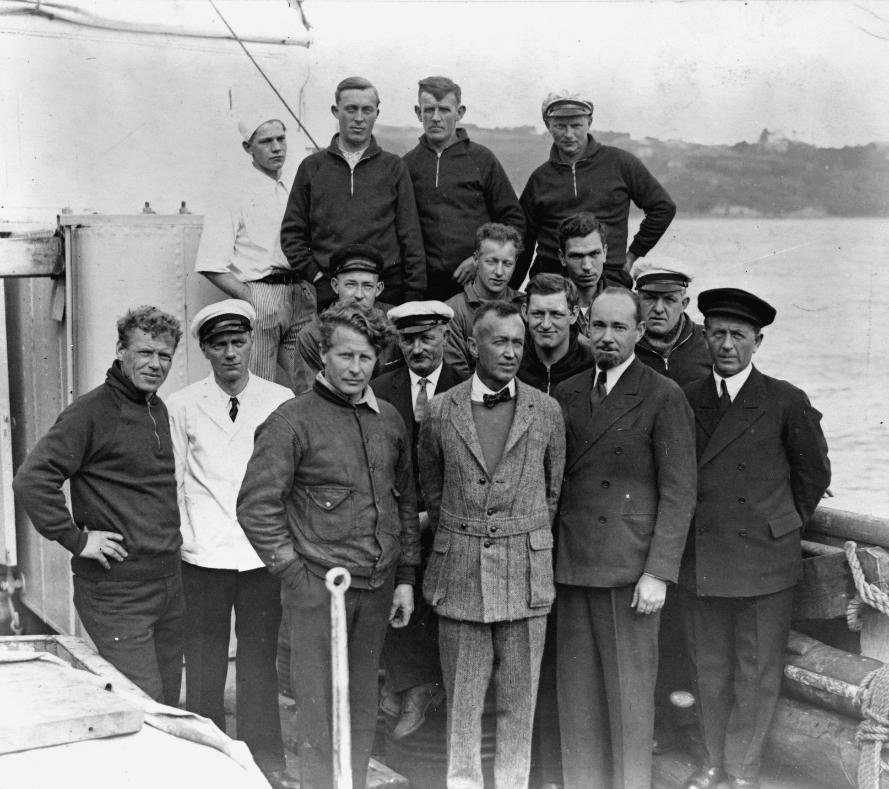
Участники экспедиции Элсуорта, 1933. Уилкинс второй справа в нижнем ряду

На этом карьера Уилкинса как полярного исследователя не закончилась. В 1933-36 годах он принял участие в качестве заместителя руководителя в организованных Линкольном Элсуортом собственных экспедициях в Антарктику. Их цели полностью совпадали с целями Уилкинса 1928-29 годов — трансконтинентальный перелёт от моря до моря (Уэддела-Росса), который, помимо имиджевой составляющей, имел бы ещё и огромное научное значение, поскольку знания о внутреннем строении материка всё оставались крайне поверхностными. Уилкинс стал главным консультантом Элсуорта, а также в его интересах приобрёл экспедиционное судно «Wyatt Earp». 23 ноября 1935 года усилия начальника и его команды увенчались успехом — Элсуорт смог совершить первый трансантарктический перелёт, в ходе которого были сделаны многие новые географические открытия.

Пропавший экипаж С. Леваневского

В августе 1937 года волей судьбы Хьюберт Уилкинс снова вернулся в Арктику. 12 августа советский самолёт ДБ-А под командованием Сигизмунда Леваневского вылетел из Москвы через Северный полюс в Фербанкс и пропал без вести. Последнее сообщение от экипажа Леваневского было получено, когда самолёт миновал Северный полюс и находился примерно в 1200-х милях от ближайшей земли. 15 августа по просьбе советника Полномочного представителя СССР в США Константина Уманского Уилкинс возглавил поиски пропавшего самолёта в американском секторе Арктики. Для обеспечения спасательной операции Союз также предоставил средства на приобретение «Каталины» — новейшего самолёта дальнего радиуса действия. В поисках приняли участие Ол Чизмен и Герберт Холлик-Кеньон. Летом — в начале осени из Коппермайна и Аклавика (Канада) были совершены четыре продолжительных меридиональных вылета по направлению к полюсу, но никаких признаков пропавшего самолёта найдено не было. Поиски продолжались и зимой 1938 года — при свете Луны были исследованы многие районы Северного ледовитого океана и севера Аляски, но в конце марта по настоянию советской стороны они были свёрнуты. По оценкам Уилкинса, в ходе спасательной миссии суммарный налёт составил более 44 000 миль, было исследовано около 170 000 кв. миль «белых пятен» на карте Арктики, а также получен бесценный опыт зимних полётов по заполярью. По окончании поисков в июне 1938 года по приглашению И. В. Сталина Уилкинс посетил СССР, где был принят на самом высоком уровне. Ему организовали насыщенную экскурсионную программу по столице и Ленинграду. Сам он выступил с речью в Академии наук СССР. Однако более детальных подробностей об этом эпизоде из жизни сэра Хьюберта нет.
Одновременно с поисками Сигизмунда Леваневского Уилкинс принял участие в эксперименте в области парапсихологии. В 1937 году он случайно встретился с Харольдом Шерманом, с которым был ранее знаком, и в разговоре с которым посетовал на сложности с радиообменом в высоких широтах. Шерман предложил Уилкинсу эксперимент, в ходе которого он будет поддерживать связь с ним при помощи телепатии. Шерман выступал бы в роли «приёмника» (в Нью-Йорке), а Уилкинс в роли «передатчика» мыслей. Такие телепатические сеансы было оговорено устраивать трижды в неделю в определённое время. Для чистоты эксперимента «принятые» и «переданные мысли» записывались его обоими участниками. Сразу после телепатического «сеанса» Шерман отправлял копии своих записей Сэмюэлу Эмери из Городского клуба Нью-Йорка и Гарднеру Мерфи — доктору психологии Колумбийского университета для дальнейшего их сравнения с оригинальными записями Уилкинса. Они же заверяли копии собственными печатями. Свои записи Уилкинс передавал по радио, однако из-за сильных радиопомех, свойственных для приполярных областей, они доходили до Большой земли с заметным запозданием и иррегулярно, что дополнительно исключало для Шермана возможность для подтасовки фактов. Первый телепатический сеанс состоялся 25 октября 1937 года. Первая запись Шермана гласила: «оборудование не готово, один человек покинул экспедицию, ты в компании грузного человека или он рядом…». Оригинальное послание Уилкинса было следующего содержания: «радиооборудование не готово, нам нужен другой радист, за обедом, устроенном Лигой авиаторов Манитобы по обе стороны от меня сидели два полных человека». Эксперимент продолжался в течение шести с лишним месяцев, по его результатам в 1942 году в Нью-Йорке была опубликована совместная работа Уилкинса и Шермана «Мысли сквозь пространство» (англ. Thoughts through space).
Последней экспедицией Хьюберта Уилкинса в Антарктику стала экспедиция 1938 года под началом Элсуорта, в рамках которой планировалась авиаразведка Земли Эндерби. В самый последний момент Элсуорт получил от консула США в Кейптауне секретные инструкции, в соответствие с которыми тот должен был заявить права США на все вновь исследованные участки материка, особенно восточнее Земли Принцессы Елизаветы, несмотря на то, австралийская экспедиция 1929-31 Дугласа Моусона уже объявила эти земли сферой интересов Австралии. (9) 14 января 1939 года Элсуорт вылетел из залива Прюдз (68° 30' ю. ш. 79° в. д.). Достигнув 72° ю. ш. на 79° в. д., он сбросил американский флажок и медный цилиндр, объявлявший 207 000 км² вновь исследованных земель, названных им Американским нагорьем (англ. American Highland) территорией Соединённых Штатов. Подобная миссия Элсуорта вызвала неподдельное возмущение Уилкинса, который всю жизнь считал себя верным австралийским подданным, поскольку в явной форме нарушала де-факто сложившуюся практику, в соответствие с которой претензия государства на береговую линию также подразумевала притязание на внутренние районы континента в секторе до Южного полюса. Уилкинс счёл для себя недопустимым дальнейшее сотрудничество с Элсуортом, для которого эта миссия также в силу ряда причин оказалась последней.

### Последние годы жизни

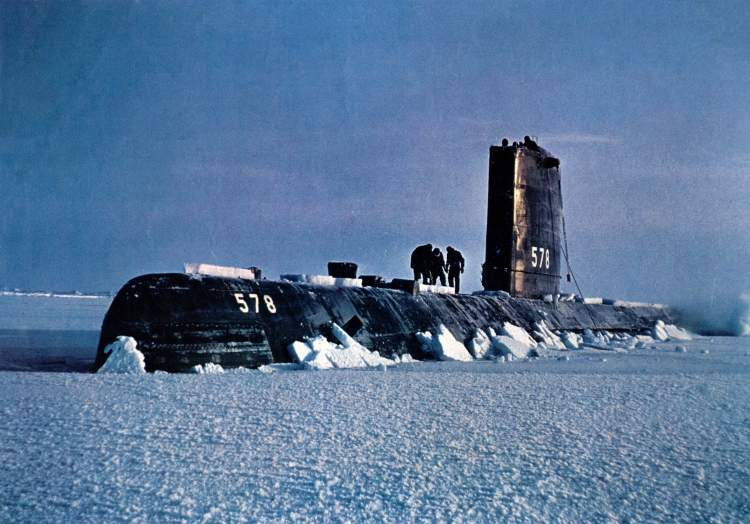
«Скейт» на Северном полюсе (1959)

После фактического завершения карьеры путешественника 50-летний Хьюберт Уилкинс предложил свои услуги Австралийскому и Британскому правительству, но они от них отказались со ссылкой на его возраст. Его опыт и деловые качества оказались востребованными правительством Соединённых штатов, по заданию которого в 1940—1941 годах он со специальной миссией посетил Европу, Средний восток, Юго-восточную Азию (Японию, Китай, Бирму и Таиланд) и Алеутские острова. Начиная с 1942 года (и до самой смерти) работал консультантом на Министерство обороны США (Интендантский корпус) по части материального обеспечения и тренинга военнослужащих методам выживания в экстремальных условиях. Параллельно с этим он продолжал читать многочисленные лекции по полярной тематике, активно сотрудничал с Бюро погоды и институтом Арктики Северной Америки. Его опыт плавания на «Наутилусе» также оказался востребован ВМФ США. Последний раз в Антарктике Уилкинс побывал в рамках операции «Deep Freeze» (1957—1958), под его началом проводилось тестирование снаряжения и аварийных пайков в интересах Минобороны. За годы пребывания в США Уилкинс был награждён знаком «10 лет службы» от Армии США, медалью почётного члена ассоциации «Ветераны иностранных войн», медалью Победы от «Американского легиона».
Сэр Джордж Хьюберт Уилкинс скончался от сердечного приступа в гостиничном номере во Фреймингхеме, штат Массачусетс, 30 ноября 1958 года. Его тело было кремировано.
Ещё при жизни путешественника в начале августа 1958 года (с 1 по 5-е число) американская атомная подводная лодка USS Nautilus совершила первое в истории плавание через Северный Ледовитый океан от Тихого до Атлантического океана, чем, помимо политической и военной подоплёки, доказала важную роль применения субмарин в сугубо научных целях при исследовании Арктики — в ходе плавания были проведены более 11 000 промеров глубин и открыт хребет Нортвинд (Northwind Ridge). Мечта Уилкинса сбылась. Спустя менее чем четыре месяца после его смерти 17 марта 1959 года впервые на Северном полюсе осуществила успешное всплытие американская атомная субмарина «Скейт», с борта которой в дань памяти о полярном исследователе был развеян его прах.
«Духовная одержимость залог вечной молодости» (о Хьюберте Уилкинсе)Энди Томас.

## Память, почётные звания

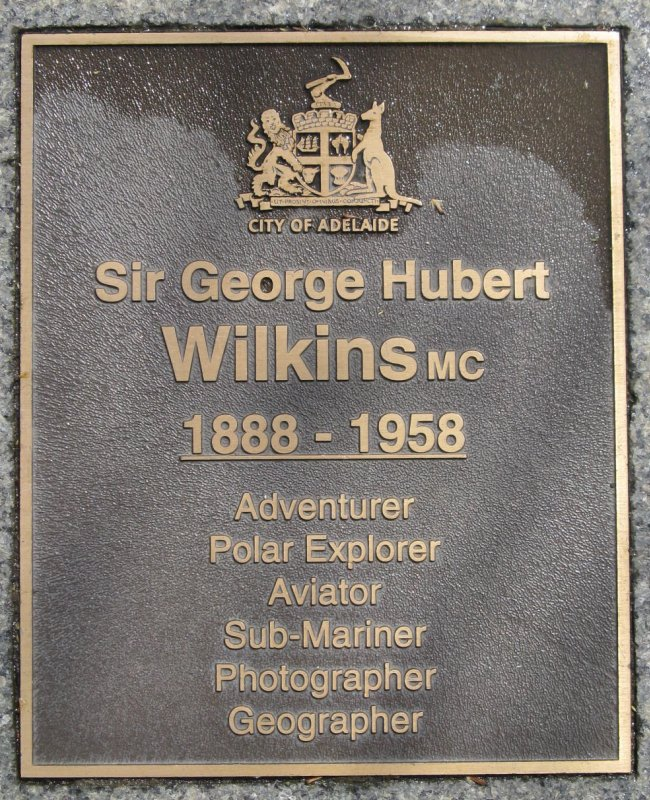
Памятная табличка на Аллее славы в Аделаиде

В честь сэра Хьюберта Уилкинса назван ряд географических объектов:
- Залив Уилкинса — остров Банкс;
- Пролив Уилкинса[англ.] — пролив между островами Маккензи и Борден, Канадский Арктический архипелаг;
- Залив Уилкинса — Шпицберген;
- Мыс Уилкинса[англ.] — восточная Антарктида;
- Побережье Уилкинса[англ.] — участок береговой линии на восточном побережье Антарктического полуострова;
- Пролив Уилкинса и шельфовый ледник Уилкинса — западное побережье Антарктического полуострова;
- Горы Уилкинса[англ.] — горная цепь на восточном побережье Антарктического полуострова,

а также ряд других. С 2007 года его имя носит аэродром в австралийской части Антарктиды — единственный в мире, имеющий ледяную взлётно-посадочную полосу и принимающий гражданские пассажирские регулярные рейсы.
В 1932 году он был избран почётным членом Клуба исследователей, а в 1940-м награждён его высшей наградой — The Explorers Club Medal. С 1948 года почётный член Американского альпклуба — «хоть он и не был альпинистом, Уилкинс с избытком обладал душевными качествами, присущими им — любовью к высоте и диким местам, способностью путешествовать по ним и слиться с ними». В 1955 году стал почётным доктором наук Университета Аляски.
На Аллее 150-летнего юбилея в Аделаиде сэру Хьюберту Уилкинсу установлена бронзовая табличка.
Его памяти также посвящены многие биографические книги: Last Explorer: Hubert Wilkins, Hero of the Golden Age of Polar Exploration (рус. Хьюберт Уилкинс: герой золотого века полярных исследований)(2005), No More Beyond: The Life of Hubert Wilkins (рус. На пределе: жизнь Хьюберта Уилкинса)(2009) писателя Саймона Нешта, Sir Hubert Wilkins: Enigma of Exploration (рус. Сэр Хьюберт Уилкинс: тайна исследования)(1960) — Джон Грайрсон (John Grierson), Hubert Wilkins: Forgotten Hero (рус. Хьюберт Уилкинс: забытый герой)(2011) — Элизабет Корф (Elizabeth Corfe), Hubert Who? (рус. Хьюберт кто?) (2011) — Малкольм Андреус (Malcolm Andrews), и ряд других работ.
Личный архив сэра Хьюберта хранится в Центре полярных и климатических исследований Бэрда университета Огайо.

## Сочинения
- Wilkins, George H. Undiscovered Australia: Being an account of an expedition to tropical Australia to collect specimens of the rarer native fauna for the British Museum 1923-1925. — G.P. Putnam's Sons, 1929. — 353 p.
- Wilkins, George H. Flying the Arctic. — New York: G.P.Putnam, 1928.
- Wilkins, George H. Under the North Pole : the Wilkins-Ellsworth Submarine Expedition. — New York: Brewer, Warren & Putnam, 1931. — 416 с.
- Wilkins G. H., Sherman H. M. Thoughts through space: a remarkable adventure in the realm of mind. — New York: Creative age press, inc., 1942. — 419 p.

## Комментарии
1. ↑  Прах супруги исследователя — леди Хьюберт Уилкинс, был также позже развеян над Северным полюсом. Это произошло 4 мая 1975 года с борта USS Bluefish (SSN-675)
2. ↑  500 миль некартографированного ранее восточного побережья Антарктического полуострова
3. ↑  На церемонии переименования присутствовал внук фантаста Жюля Верна — прародителя первого «Наутилуса»
4. ↑  Первый полёт на Южный полюс планеты осуществил Р. Берд 28 ноября 1929 года[51]